# Калливода, Антон Антонович
Антон Антонович Калливода (нем. Anton Kalliwoda; 1795, Прага — 17 января 1838, Златополь) — российский преподаватель, первый руководитель Златопольской мужской гимназии, брат композитора Яна Калливоды.

## Биография
Отец Антон происходил из Моравии, мать Тереза Кольни из Венгрии, оба принадлежали к немецкоязычной части населения.
С 26 ноября 1834 года по 7 апрель 1836 года являлся комнатным смотрителем в благородном пансионе, с 15 декабря 1834 года — преподаватель немецкого и французского языка, с 1 января 1836 года — исполняющий обязанности преподавателя немецкого языка в Первой киевской гимназии. С 1 июня 1836 года по 17 января 1838 года — исполняющий обязанности штатного смотрителя в Златопольской мужской гимназии.
Похоронен на приходском католическом кладбище костёла Непорочного Зачатия Девы Марии в Златополе.

## Личная жизнь
Антон был женат на Агафье Ивановне Корецкой. От этого брака родились: Юзефина (род. 16 сентября 1828, Романовка), Антон (род. 22 ноября 1831, Звенигородка), Павел (род. 10 января 1835, Белозорье), Феликс (род. 22 мая 1837, Златополь).